# 龕楣
龛楣（英语：Tympanum）是一种建筑元素，位于门楣或窗楣的上方，起到装饰和协调建筑物立面比例的作用。与三角楣（Pediment）相比龛楣的尺寸较小，而且比例和形状使用更加灵活。常用于欧洲各时期教堂的入口上方，一般呈三角形或半椭圆形，尤其是罗曼式教堂、巴洛克式教堂和哥特式教堂，如法国鲁昂大教堂的火焰哥特式龛楣。在亚洲，也见于佛教石窟的入口，如中国的云冈石窟、敦煌石窟中北朝的某些洞窟。